# University of California, Santa Cruz

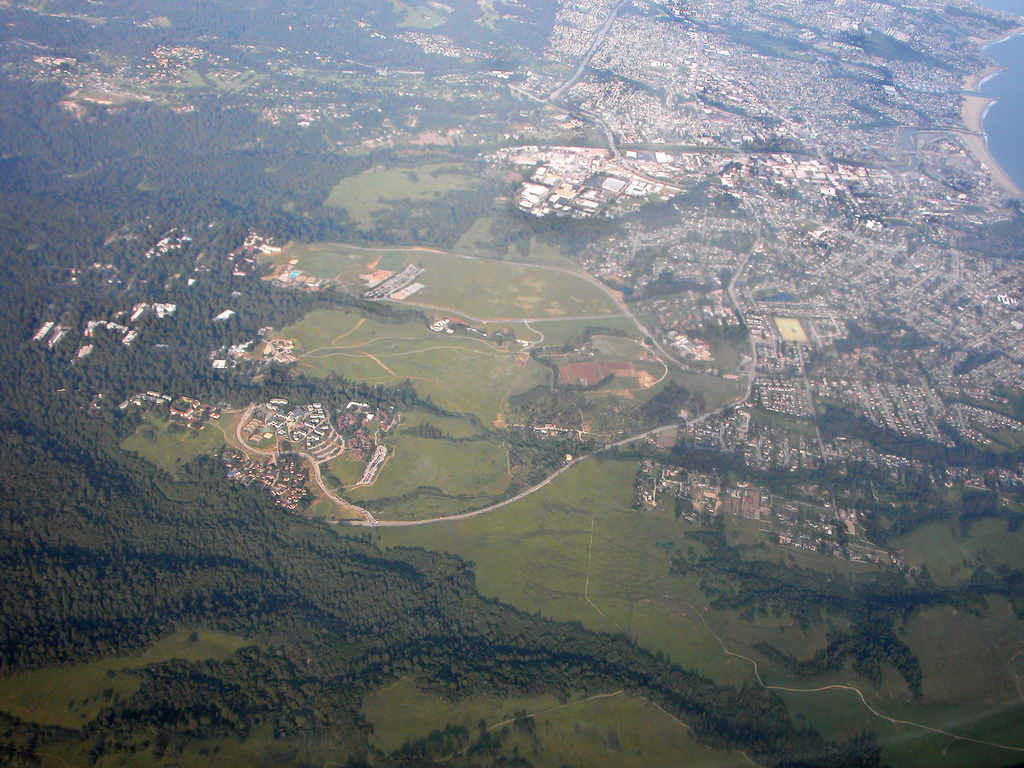
Flygbild över UCSC:s campus (till vänster) och staden Santa Cruz.

University of California, Santa Cruz, förkortat UC Santa Cruz eller UCSC, är ett universitet inom det delstatliga University of California-systemet. Universitetets 8,1 km² stora campus ligger i utkanten av kuststaden Santa Cruz i Kalifornien, söder om San Francisco och San José. Universitetet grundades 1965, och har 10 colleges som alla studenter på kandidatnivå tillhör; de flesta studenterna bor också på sitt college. Läsåret 2009–10 hade universitetet 14 888 grundutbildningsstudenter och 1 444 graduate-studenter. När universitetet grundades övertog det ansvaret för Lickobservatoriet; det är också involverat i Keck-observatoriet.
Universitetets maskot, Sammy the Slug, föreställer en bananskogssnigel.